# Loschwitzer Friedhof

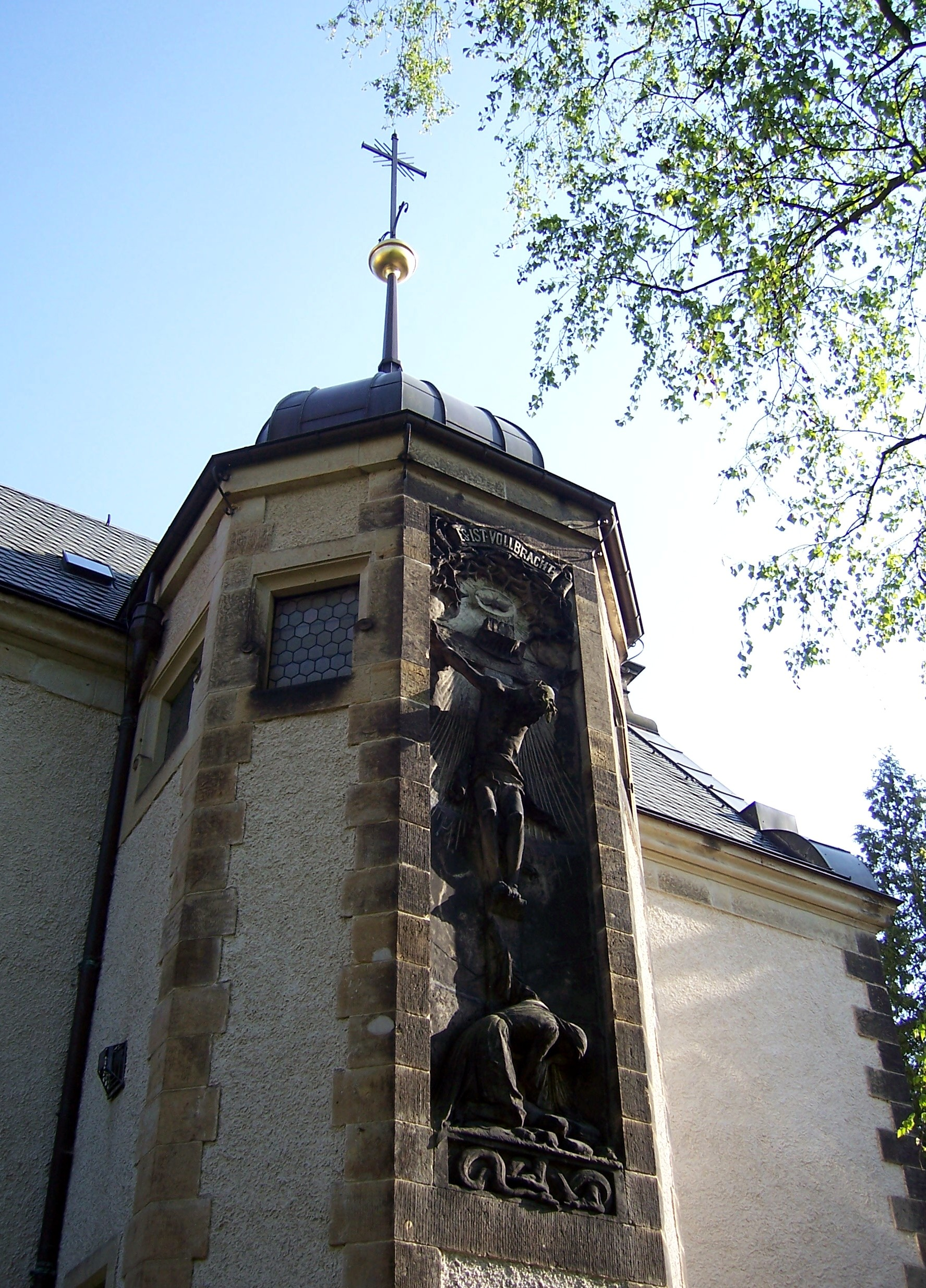
Kreuzigungsszene von Johannes Hartmann an der Kapelle des Loschwitzer Friedhofs

Der Loschwitzer Friedhof ist neben dem stillgelegten Kirchfriedhof der Loschwitzer Kirche die zweite, heute noch genutzte Begräbnisstätte des Dresdner Stadtteils Loschwitz. Um das Jahr 1800 eingeweiht steht er aufgrund zahlreicher wertvoller Künstlergräber seit 1985 unter Denkmalschutz. Der Friedhof hat eine Fläche von 17.700 Quadratmetern.

## Geschichte
Um 1800 war der Kirchfriedhof der Loschwitzer Kirche für die Gemeinde zu klein geworden, sodass man zu dieser Zeit an der Pillnitzer Landstraße den Loschwitzer Friedhof anlegte, der noch heute als Friedhof genutzt wird. Als Wiesenstück angelegt wurde der Friedhof im Laufe der Jahre mehrfach in Richtung des Dorfkerns von Loschwitz erweitert und besteht heute aus einem alten und einem neuen Teil, der 1918 angelegt wurde, sowie einem 1927 fertiggestellten Urnenhain.
Im Jahr 1893 erhielt der Friedhof eine Kapelle, die das Dresdner Architektenbüro Reuter & Fischer schuf. Die Glasfenster entwarf Wilhelm Walther, Schöpfer des Dresdner Fürstenzugs; eine Kreuzigungsszene über dem Mittelportal stammt von Johannes Hartmann aus Leipzig. Die Glocke der Kapelle mit der Aufschrift „Frieden“ wurde 1947 von Friedrich Wilhelm Schilling aus Apolda hergestellt. Während des Elbhochwassers 2002 stand der Loschwitzer Friedhof unter Wasser, wodurch auch der reiche Baum- und Pflanzenbestand beschädigt wurde. Durch freiwillige Helfer erfolgte eine Instandsetzung. Auch während des Elbehochwassers im Sommer 2013 wurde der Loschwitzer Friedhof überflutet. Dabei entstand ein Schaden von rund 150.000 Euro.

## Grabstätten
Der Loschwitzer Friedhof ist die Begräbnisstätte zahlreicher regional und überregional bedeutender Künstler, die ihrerseits einen großen Teil der Grabsteine schufen. Viele von ihnen lebten zumindest zeitweise im Künstlerhaus Dresden-Loschwitz, das sich direkt gegenüber dem Friedhof befindet. Als künstlerisch besonders wertvoll wurden bereits 1994 folgende Grabstätten gelistet:
- Walter Arnold (1909–1979), Bildhauer und Vorsitzender des Verbandes Bildender Künstler der DDR, schuf seine eigene Grabplastik Es gibt kein fremdes Leid (auch Einzeldenkmal)
- Hans Jüchser (1894–1977), Maler und Grafiker, Grabstein von Friedrich Press (auch Einzeldenkmal)
- Max Lachnit (1900–1972), Architekt und Bildhauer, Grabstein von Max Lachnit (auch Einzeldenkmal)
- Wilhelm Lachnit (1899–1962), Maler, Grabstein von Max Lachnit (auch Einzeldenkmal)
- Eduard Leonhardi (1828–1905), Landschaftsmaler, Grabplastik Anklopfender Pilger von Robert Henze (auch Einzeldenkmal)
- Friedrich Press (1904–1990), Bildhauer, Maler und Kirchenraumgestalter, schuf seine eigene Grabplastik (auch Einzeldenkmal)
- Hans Theo Richter (1902–1969), Maler und Grafiker, Grabplastik von Friedrich Press (auch Einzeldenkmal)
- Sascha Schneider (1870–1927), Professor, Bildhauer und Maler, Büste von Paul Peterich (auch Einzeldenkmal)
- Hans Unger (1872–1936), Maler, Grabfigur Kopie des Apolls vom Pompeji (auch Einzeldenkmal)
- Willy Wolff (1905–1985), Maler, Bildhauer und Grafiker, Skulptur von Willy Wolff (auch Einzeldenkmal)
- Annemarie Balden-Wolff (1911–1970), Malerin, Graphikerin und Kunsthandwerkerin, Skulptur von Willy Wolff (auch Einzeldenkmal)
- Oskar Zwintscher (1870–1916), Maler, Grabplastik Jüngling mit gesenkter Fackel von Sascha Schneider (auch Einzeldenkmal)

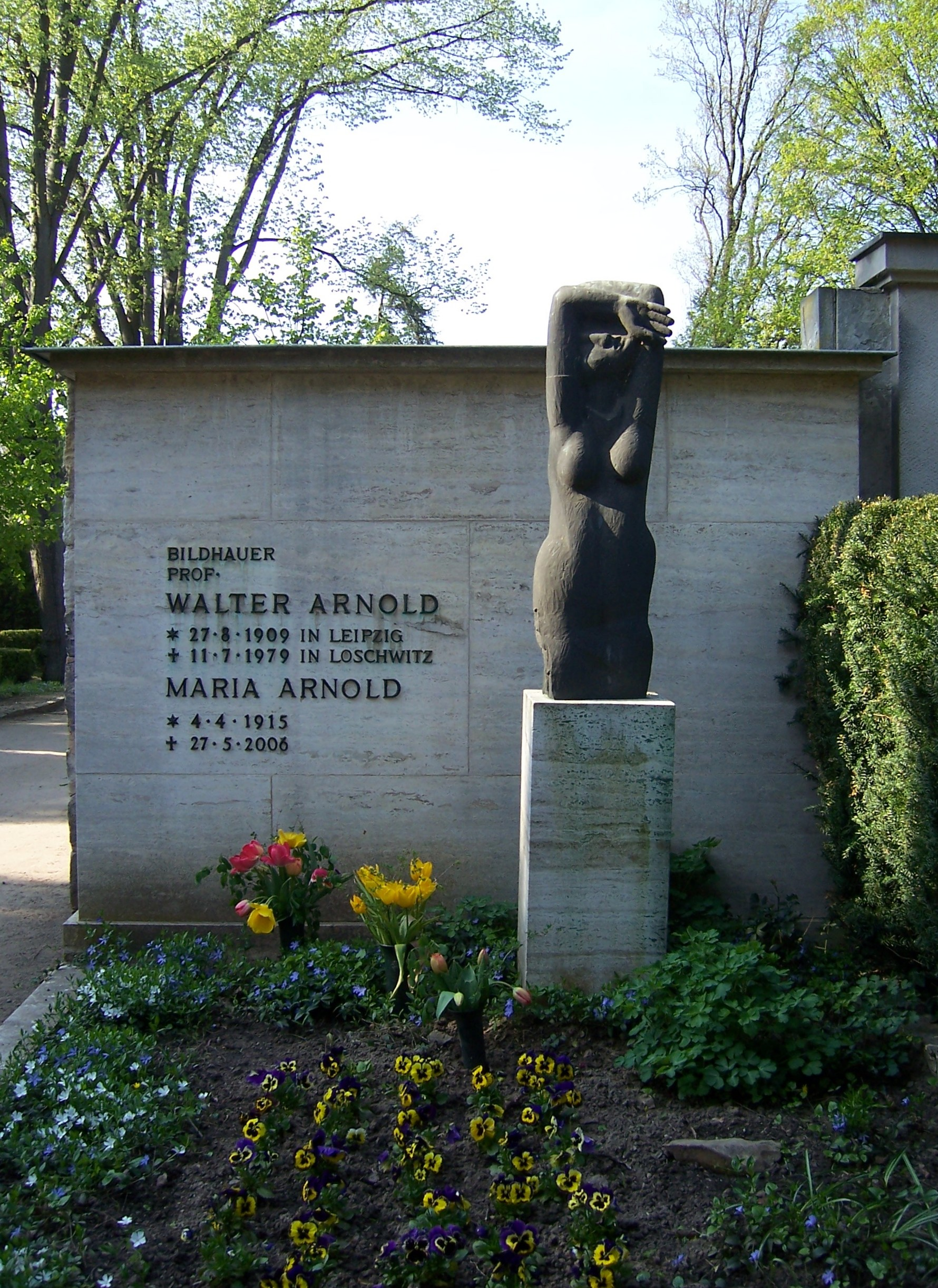
Grab von Walter Arnold
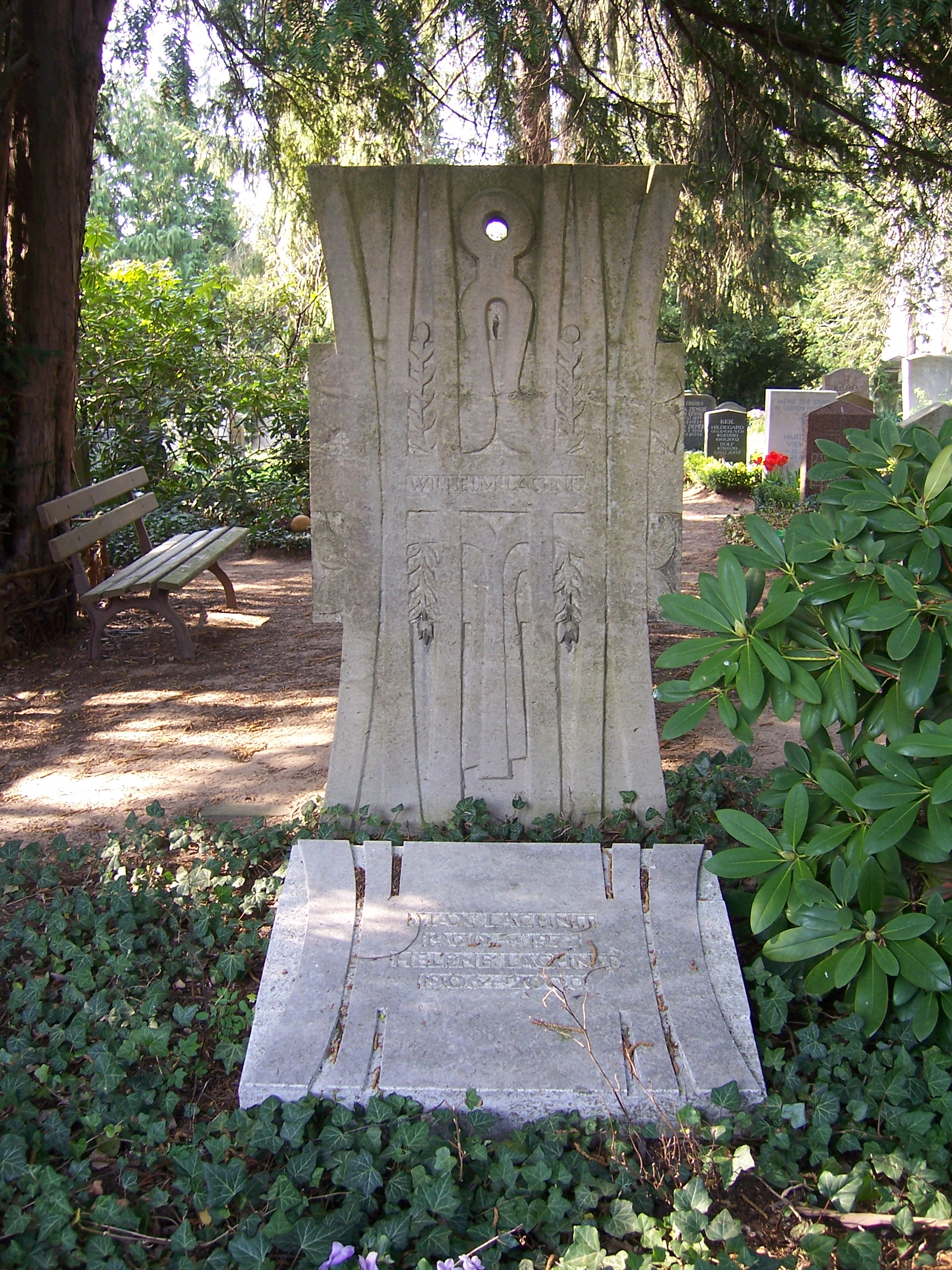
Grab von Wilhelm und Max Lachnit
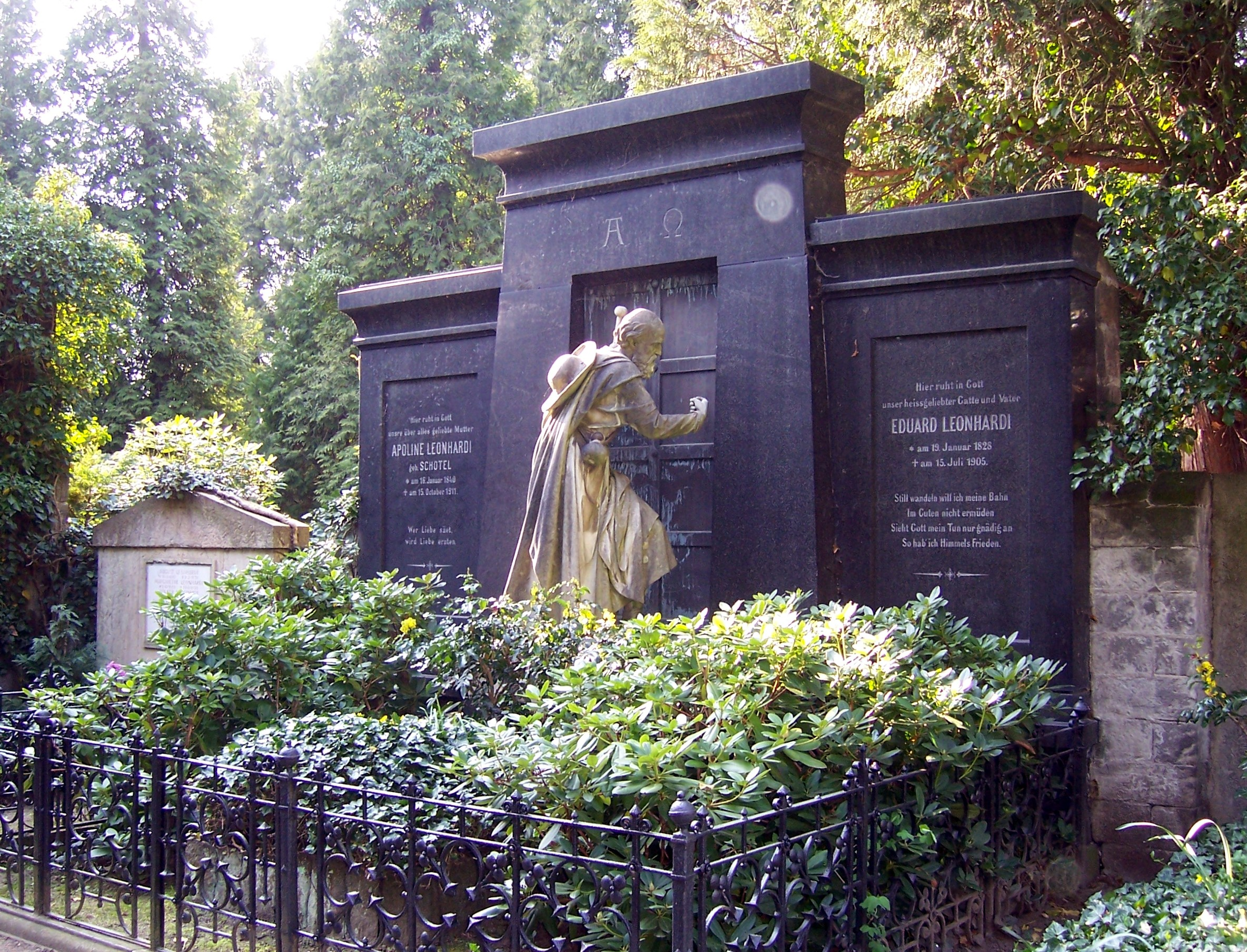
Grab von Eduard Leonhardi
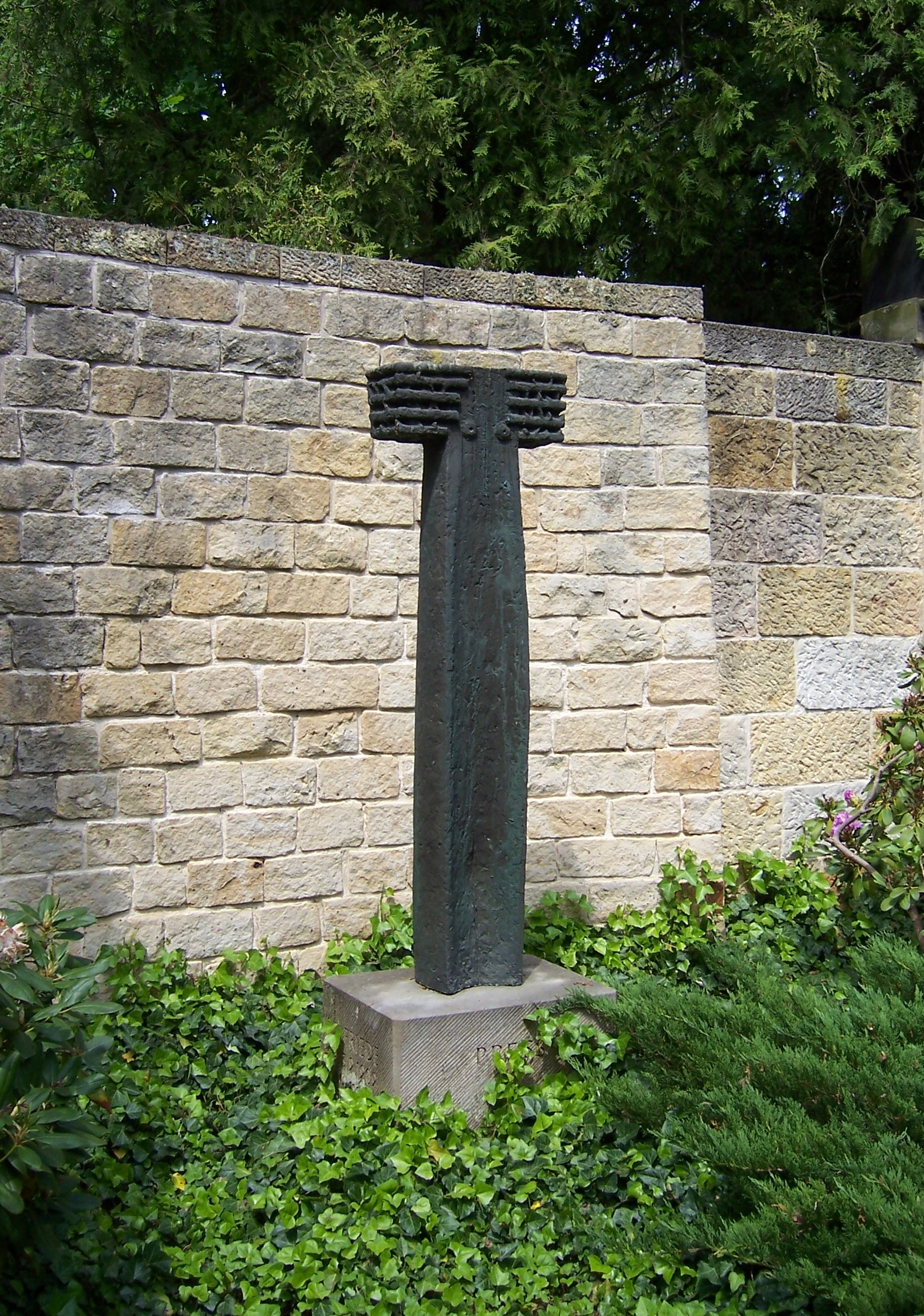
Grab von Friedrich Press
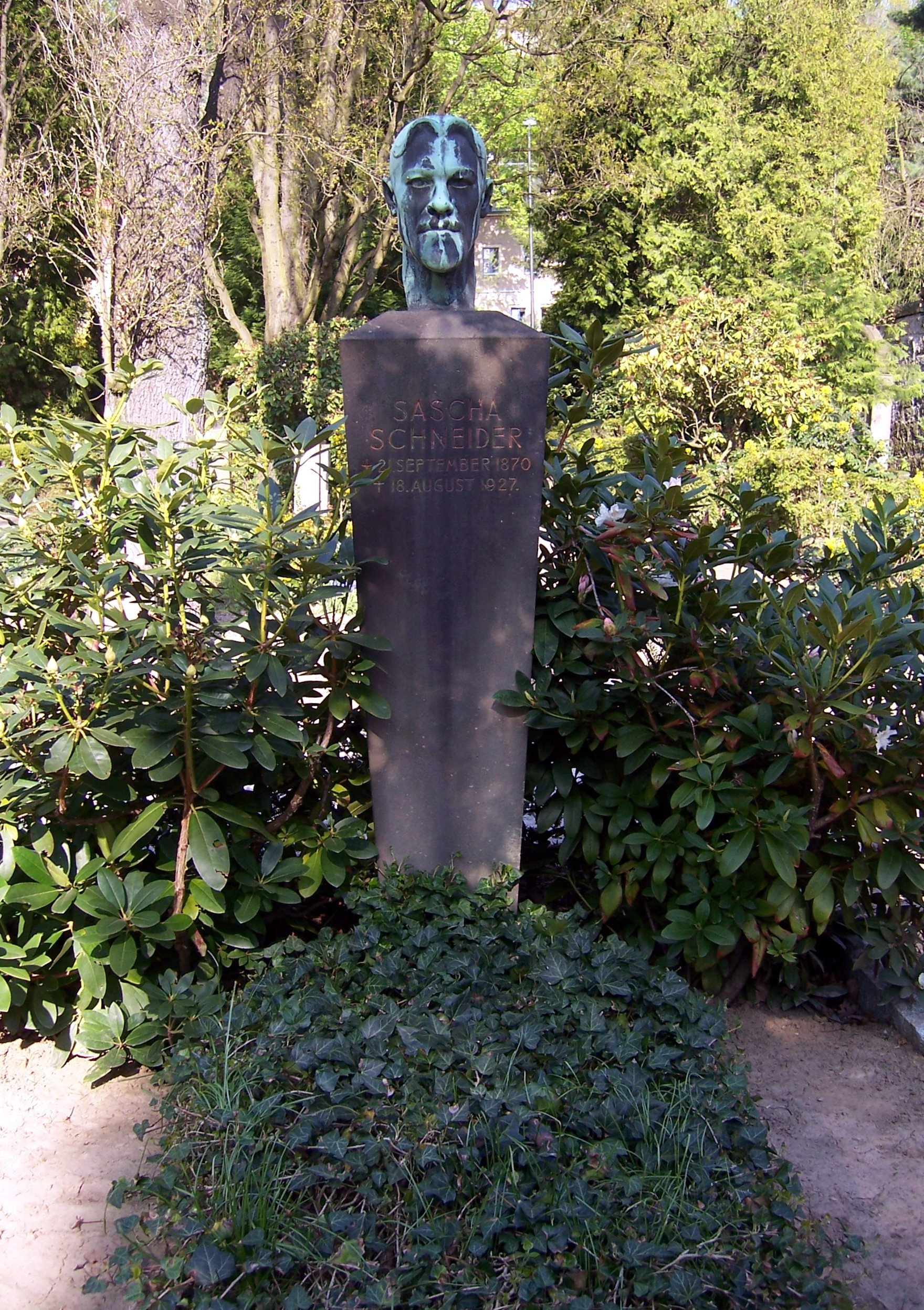
Grab von Sascha Schneider
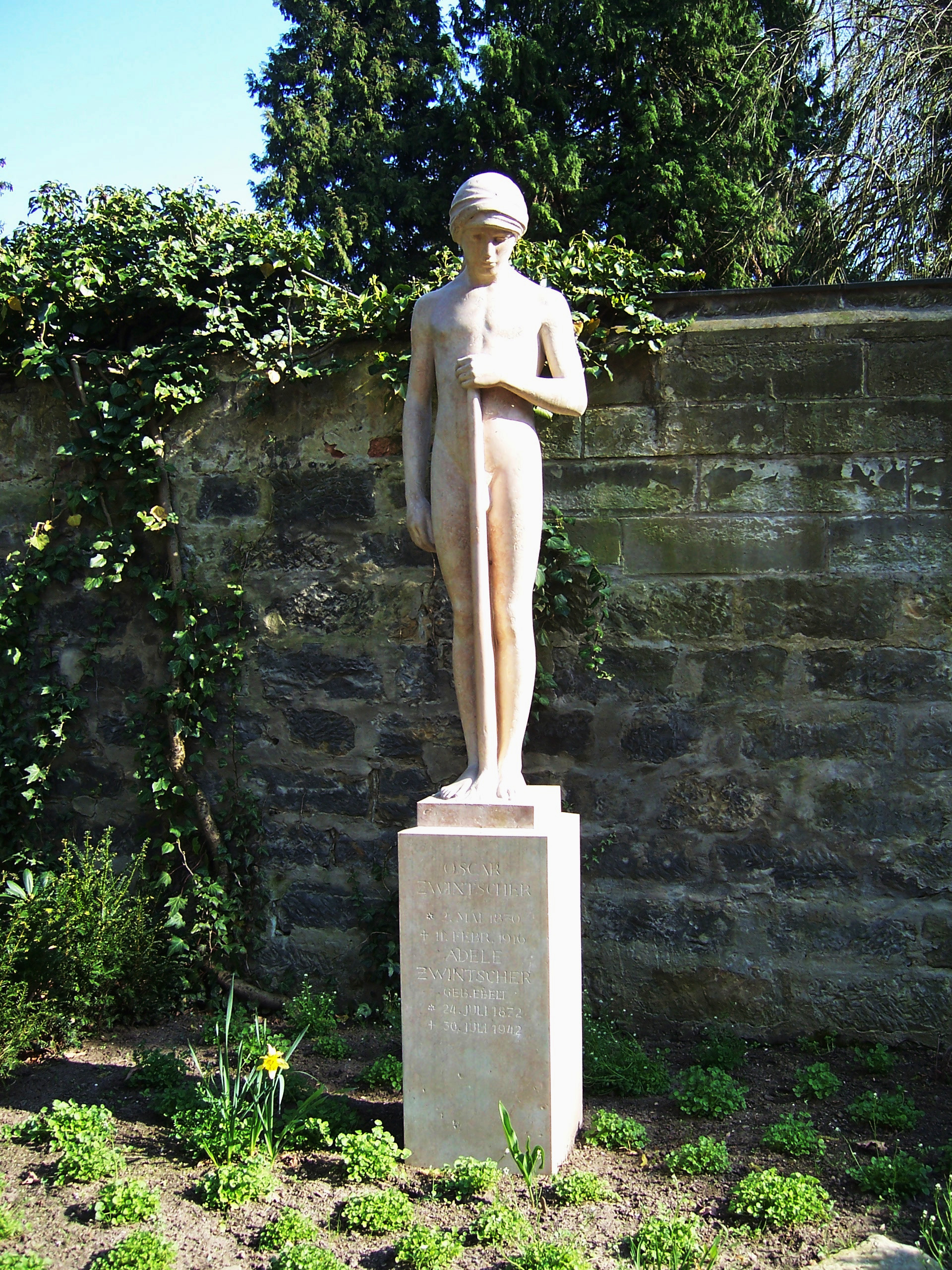
Grab von Oskar Zwintscher

Rund 80 Grabstätten des Friedhofs sind als Einzeldenkmal geschützt. Die aufwändige Grabplastik „Tod mit Bombe“, die Friedrich Press 1945 für den Uhrmacher Paul Pleißner entworfen hat, zeigt den Tod mit Bombe und Fackel in der Hand. Da Pleißner beim Bombenangriff auf Dresden sein Geschäft verloren hatte, gilt das geschützte Grabdenkmal heute auch als Mahnmal für die Dresdner Luftkriegsopfer.

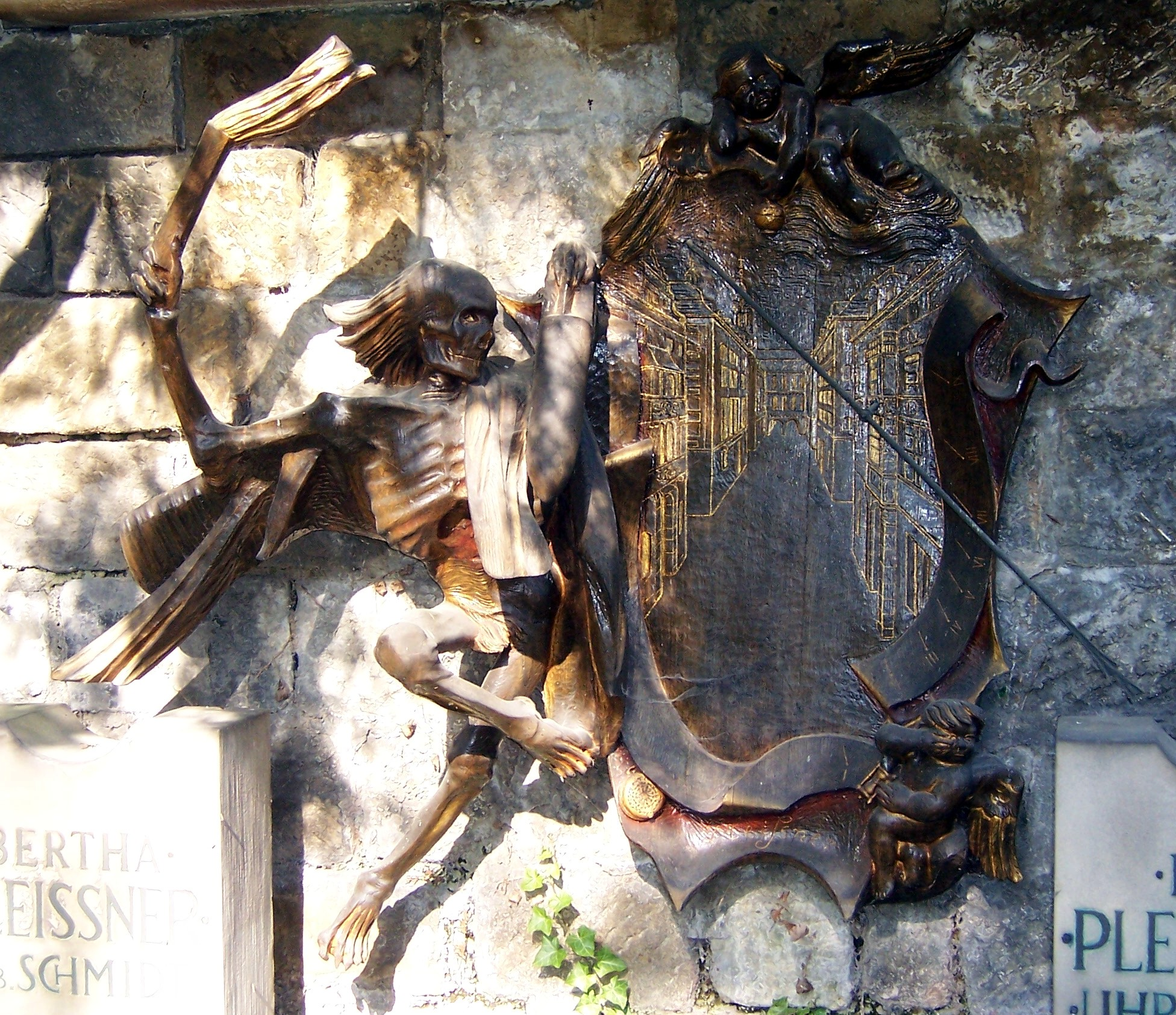
Friedrich Press – Tod mit Bombe, Skulptur am Grab des Uhrmachers Paul Pleißner

Zu den denkmalgeschützten Grabstätten gehören zudem die Gräber von:

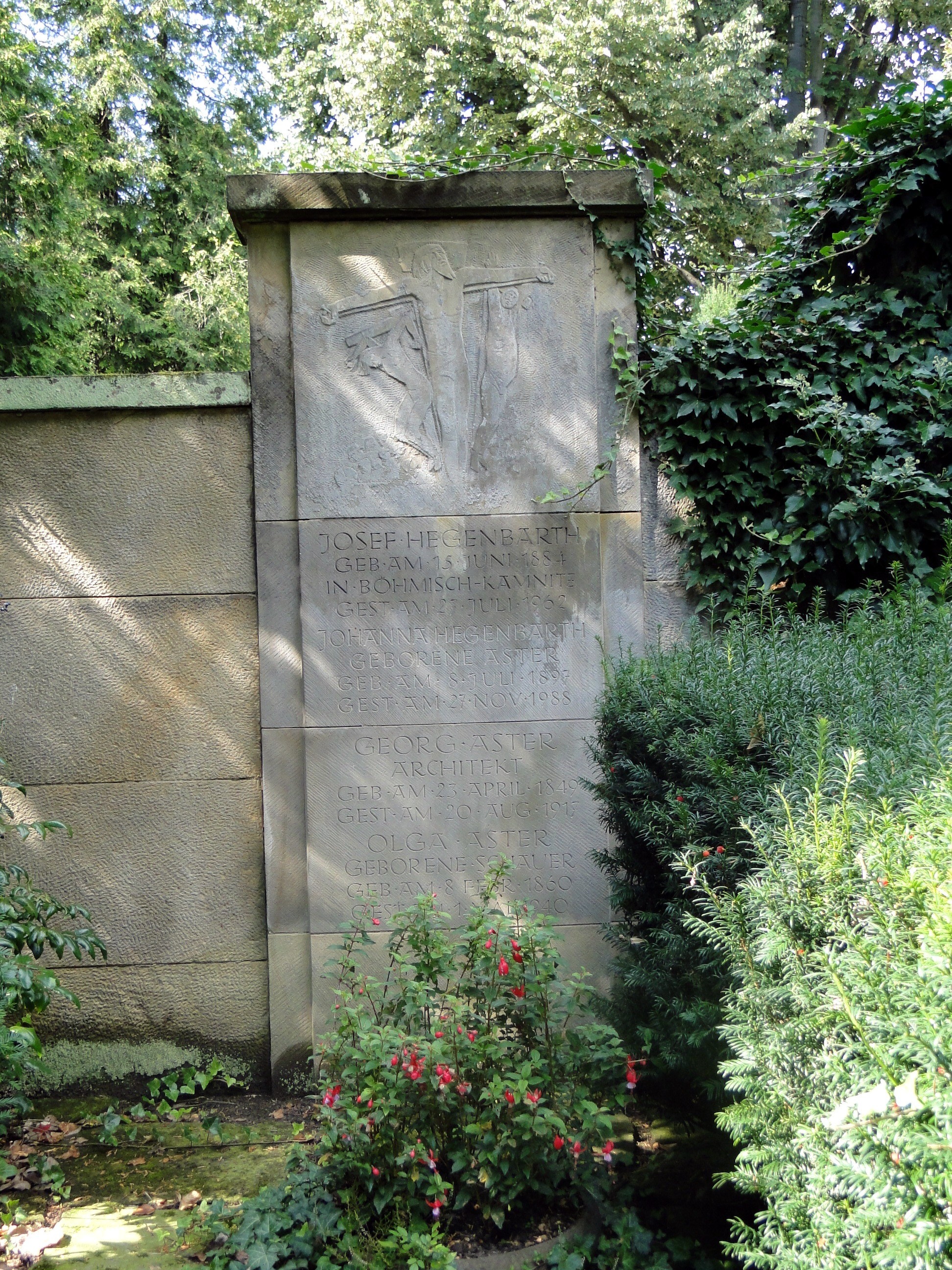
Grab von Josef Hegenbarth

- Anna Elisabeth Angermann (1883–1985), Malerin
- Johannes Beutner (1890–1960), Maler
- Kurt Beyer (1881–1952), Bauingenieur
- Heinz Bongartz (1894–1978), Dirigent
- Artur Brabant (1870–1936), Archivar
- Herbert Conert (1886–1946), Dresdner Stadtbaurat
- Eugen Degele (1834–1886), Opernsänger
- Horst Edler von der Planitz (1859–1941), General
- Paul Rudolf Geipel (1869–1956), Arzt und Mäzen
- Hermann Glöckner (1889–1987), konstruktivistischer Maler und Bildhauer, Grabstein von Peter Makolies
- Otto Griebel (1895–1972), Maler und Puppenspieler
- Werner Hartmann (1912–1988), Physiker
- Ernst Hassebrauk (1905–1974), Maler
- Josef Hegenbarth (1884–1962), Grafiker, Zeichner, Maler und Illustrator, Grabgestaltung nach einer Zeichnung Hegenbarths
- Joachim Heuer (1900–1994), Maler
- Annemarie Heuer-Stauß (1903–1988), Malerin
- Fritz Max Hofmann-Juan (1873–1937), Maler
- Woldemar Hottenroth (1802–1894), Maler
- Rudolf Kolbe (1873–1947), Architekt und Kunstgewerbler
- August Kotzsch (1836–1910), Fotograf
- Karl Kröner (1887–1972), Maler
- August Leonhardi (1867–1931), Maler
- Richard Müller (1874–1954), Maler und Grafiker
- Martin Pietzsch (1866–1961), Architekt
- Hilde Rakebrand (1901–1991), Malerin
- Martin Raschke (1905–1943), Schriftsteller
- Woldemar von Reichenbach (1846–1914), Maler
- Irena Rüther-Rabinowicz (1900–1979), Malerin
- Hubert Rüther (1886–1945), Maler
- Osmar Schindler (1867–1927), Maler
- Gottfried Schmiedel (1920–1987), Musikkritiker
- Otto Schubert (1892–1970), Maler
- Johann Daniel Souchay (1798–1871), Kaufmann, Erbauer von Schloss Eckberg
- Wolfram Steude (1931–2006), Musiker (Grablage Pietzsch)
- Fred Teschler (1926–1997), Opernsänger
- Erich Trefftz (1888–1937), Mathematiker
- Otto Westphal (1878–1975), Maler

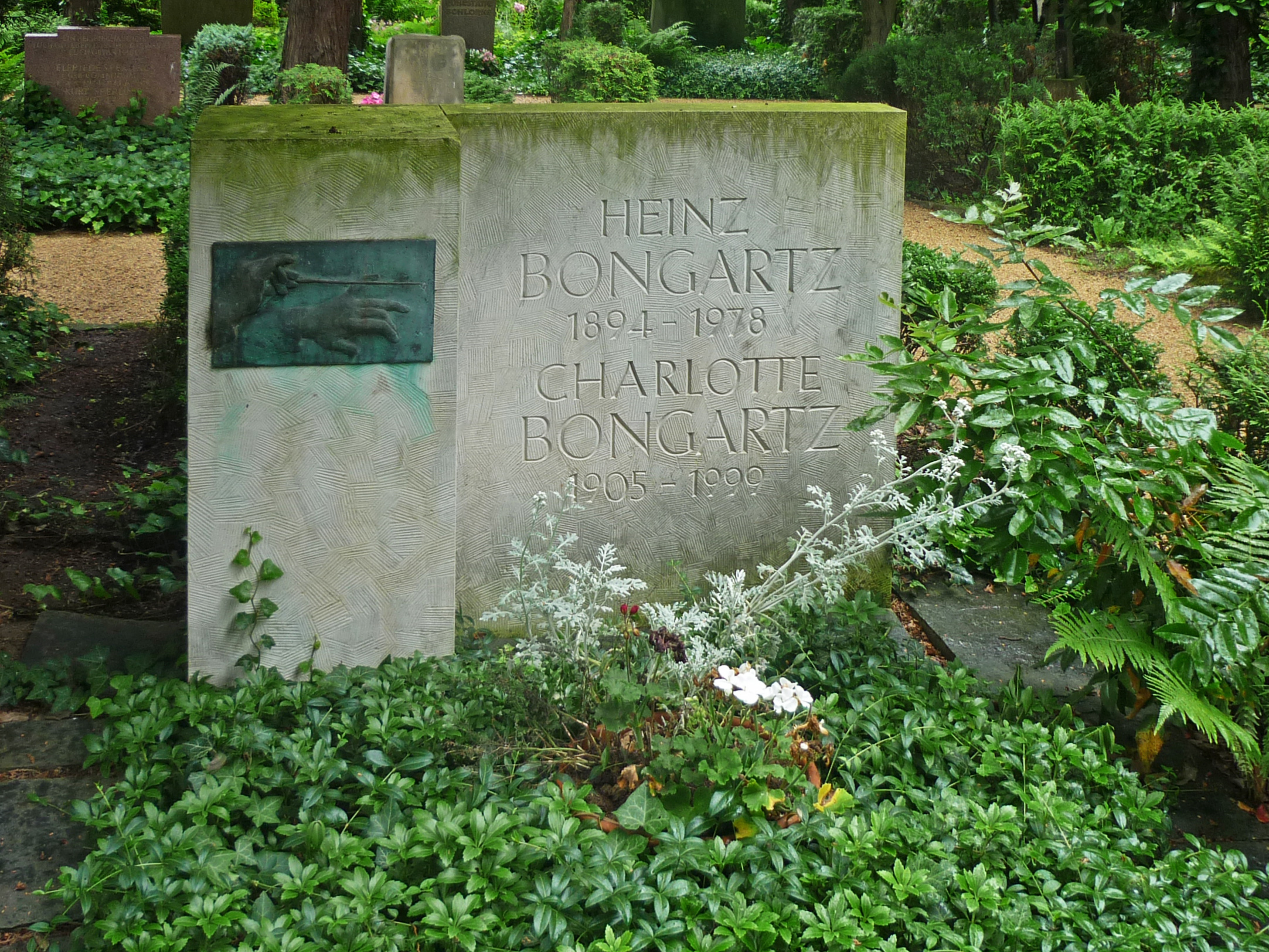
Heinz Bongartz
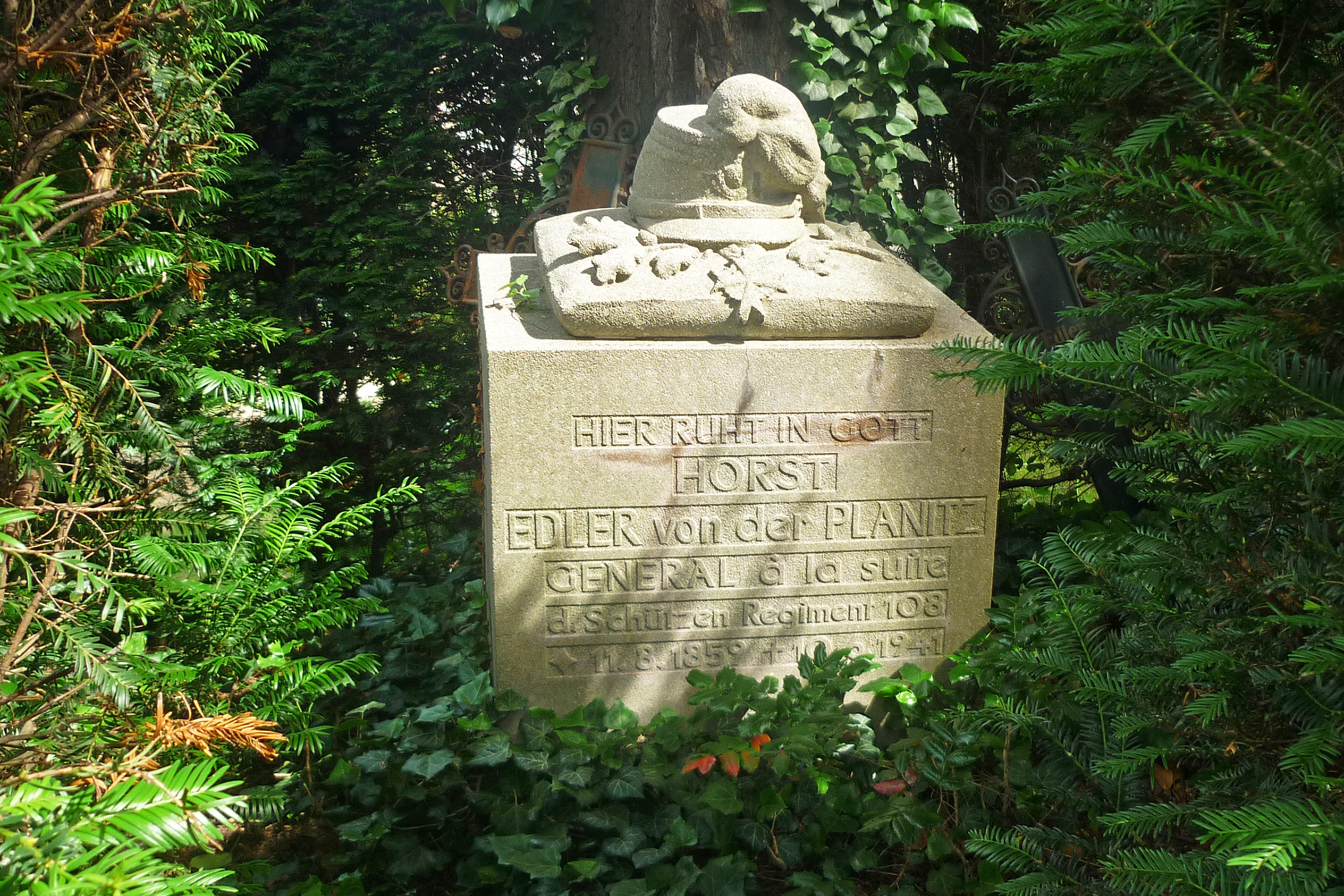
Grab von Horst Edler von der Planitz
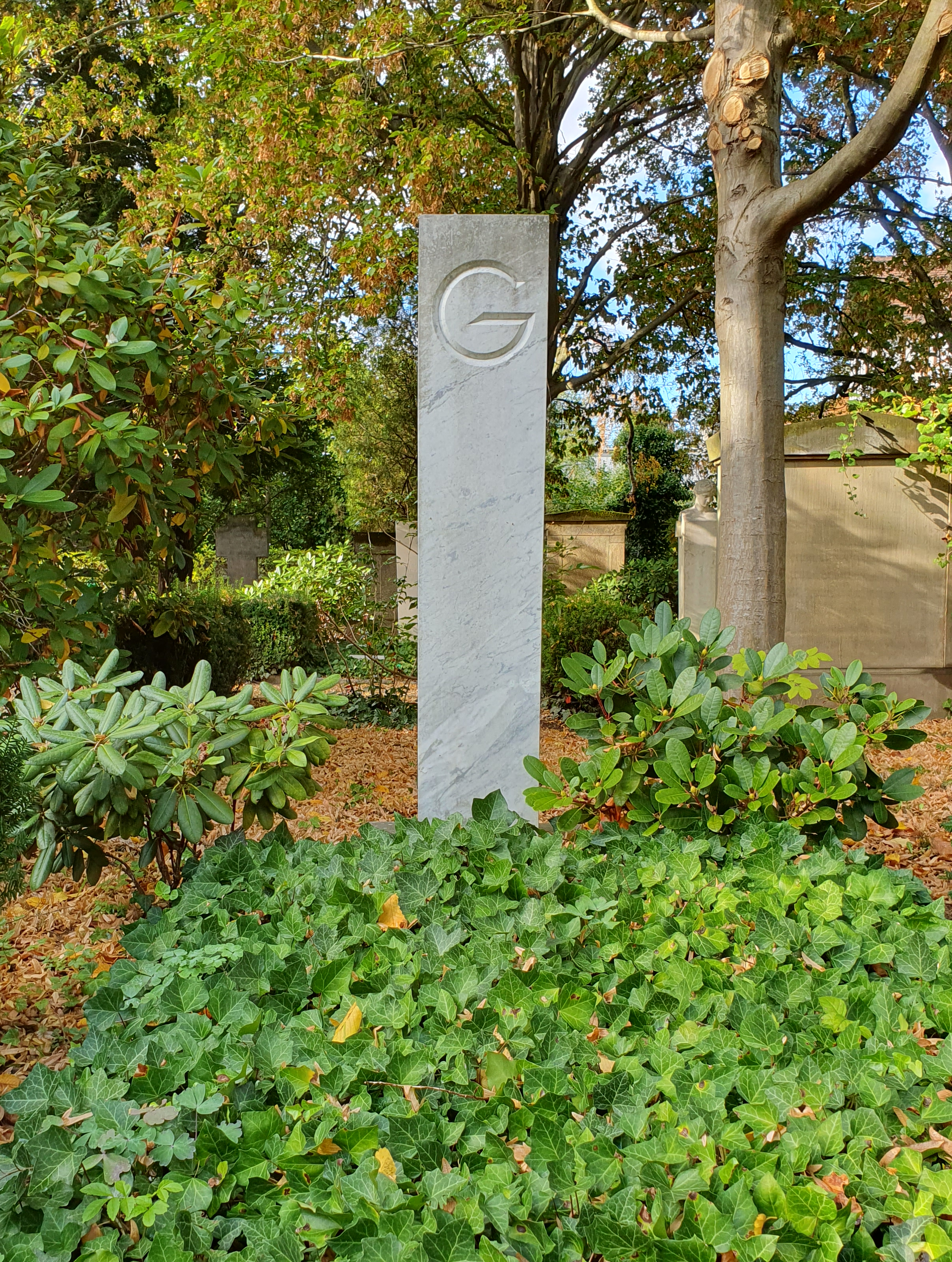
Grab von Hermann Glöckner
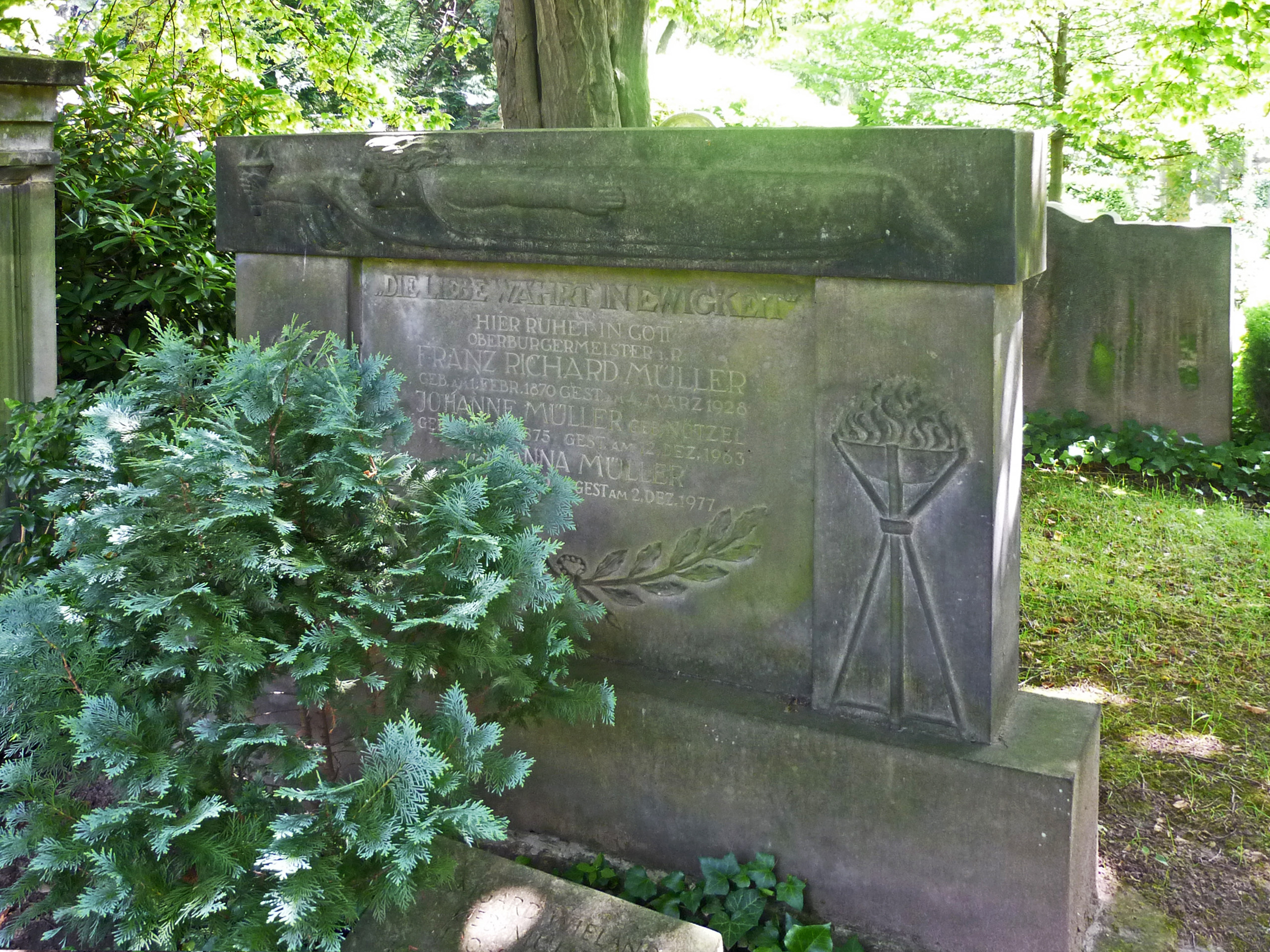
Grab von Richard Müller
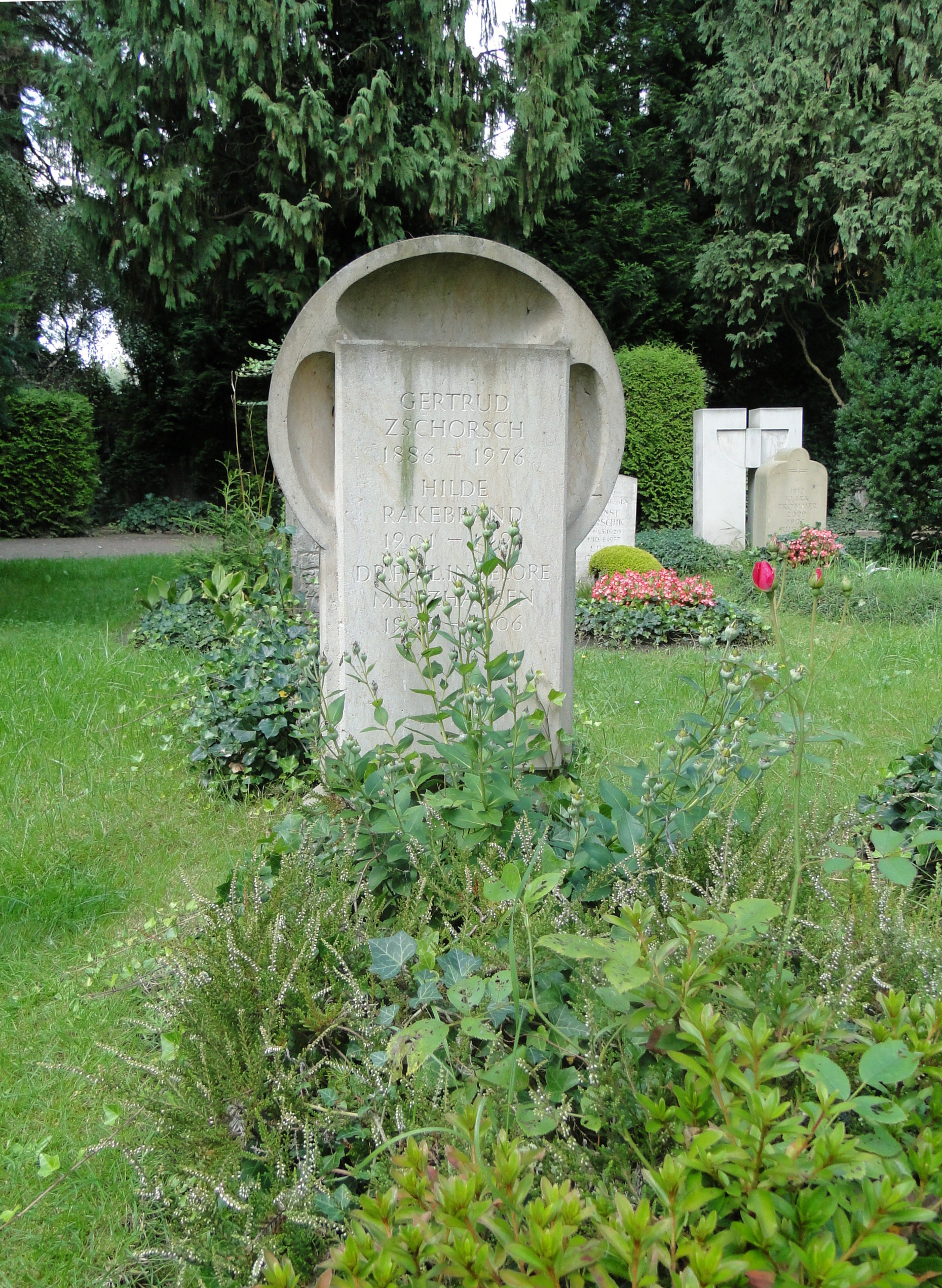
Grab von Hilde Rakebrand
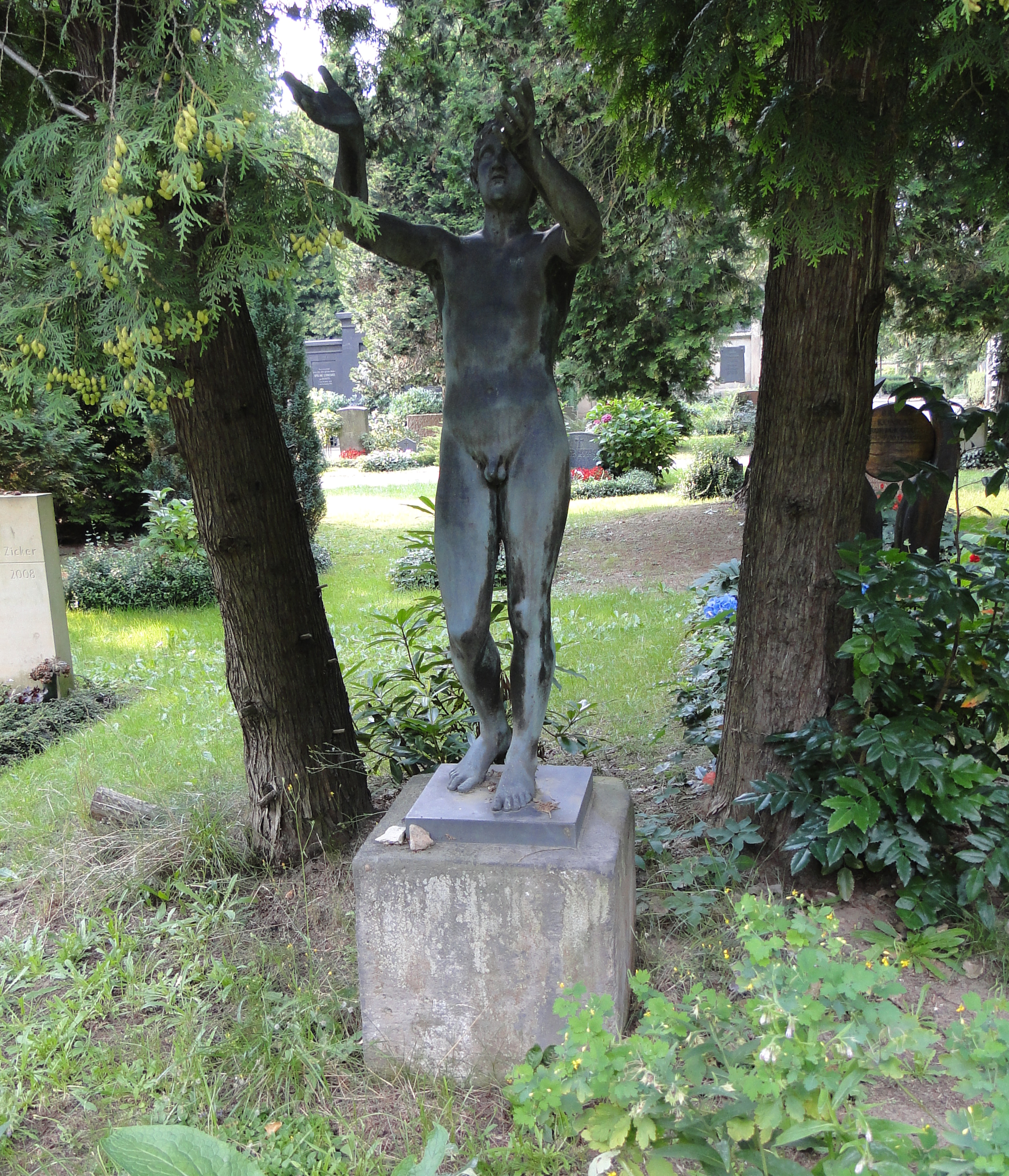
Grab von Irena Rüther-Rabinowicz vor dem Diebstahl der Grabfigur im Oktober 2013
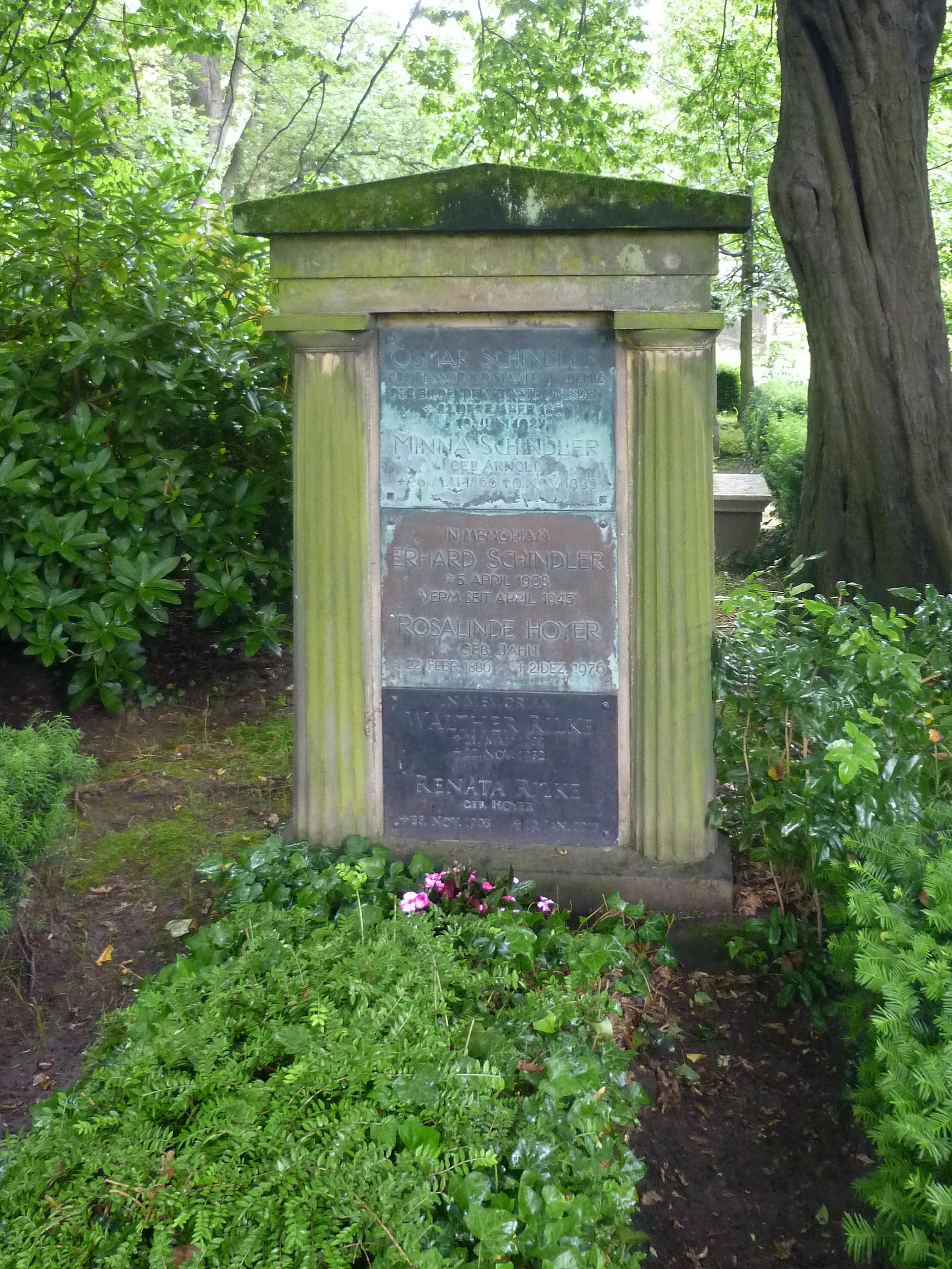
Grab von Osmar Schindler

Auf dem Friedhof beerdigt sind des Weiteren:

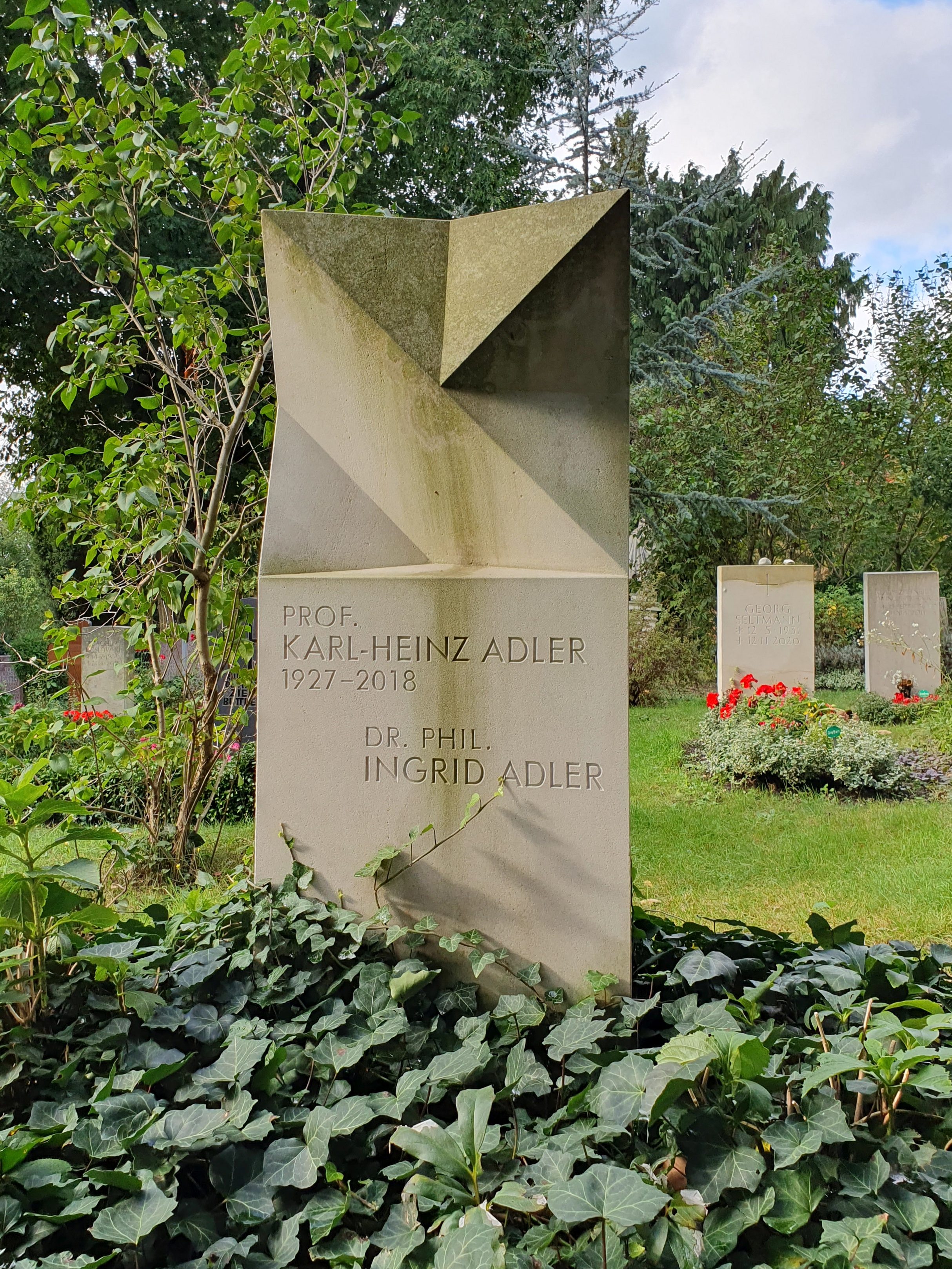
Grab von Karl-Heinz Adler

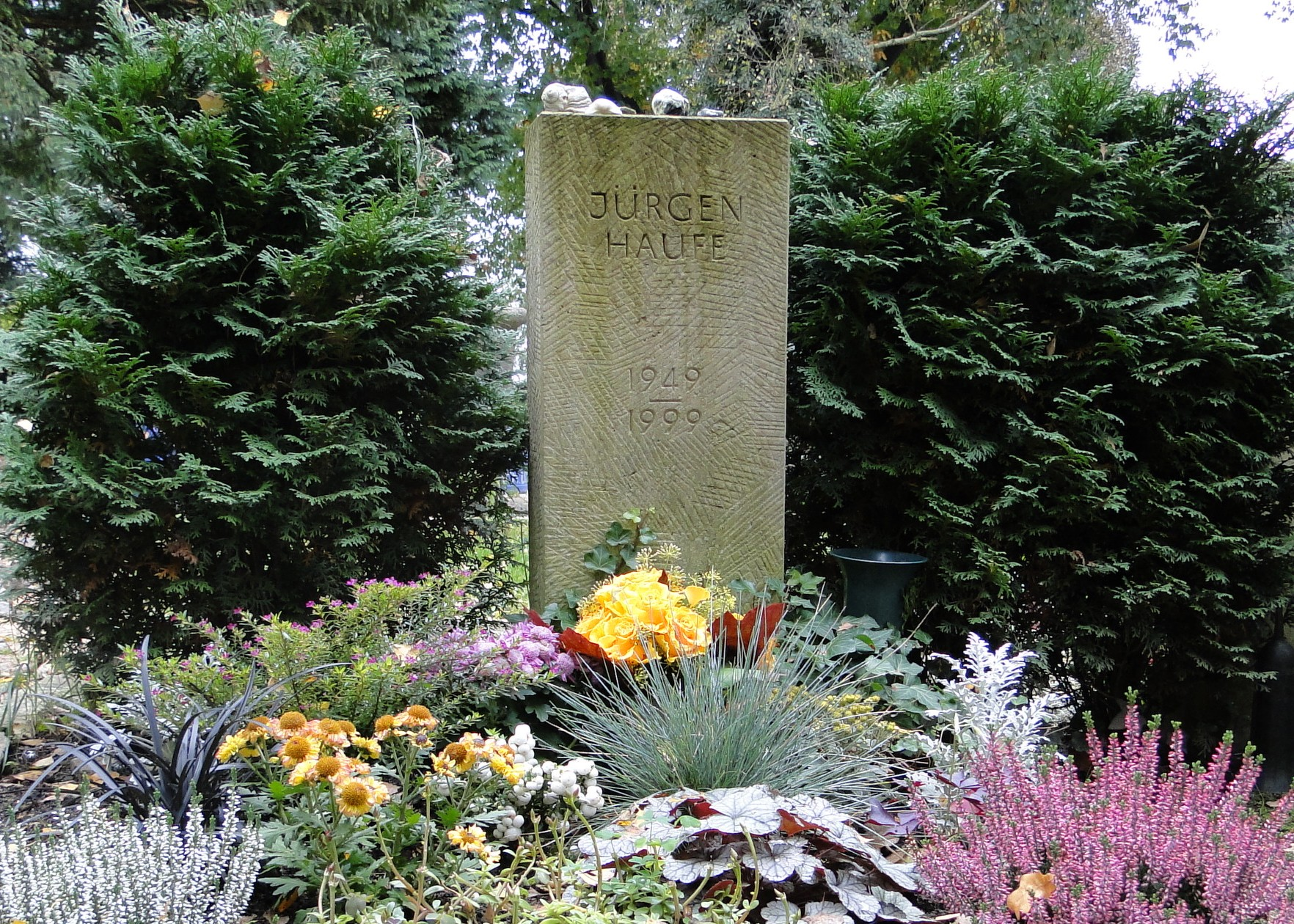
Grab von Jürgen Haufe (nicht erhalten)

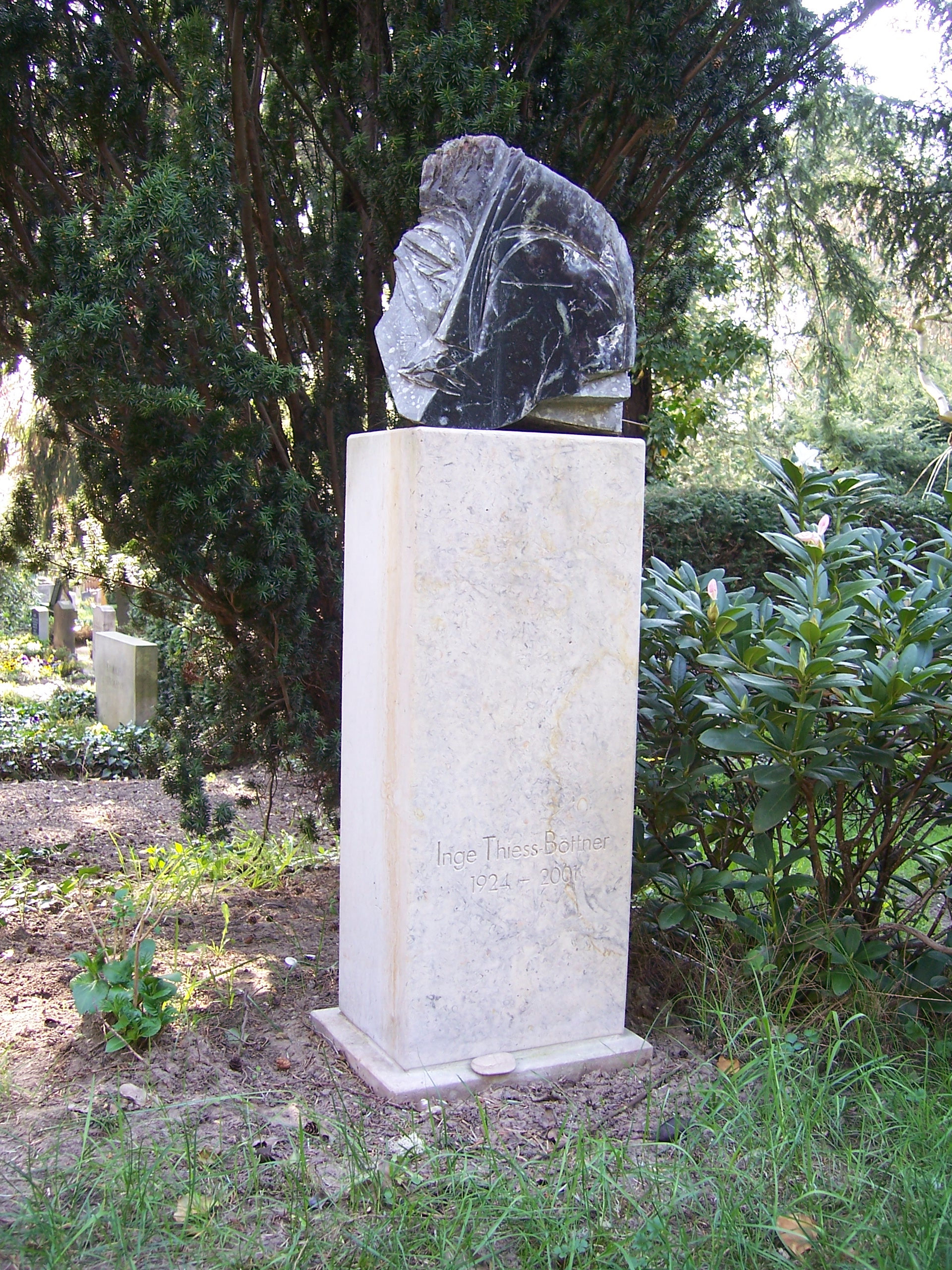
Grab von Inge Thiess-Böttner

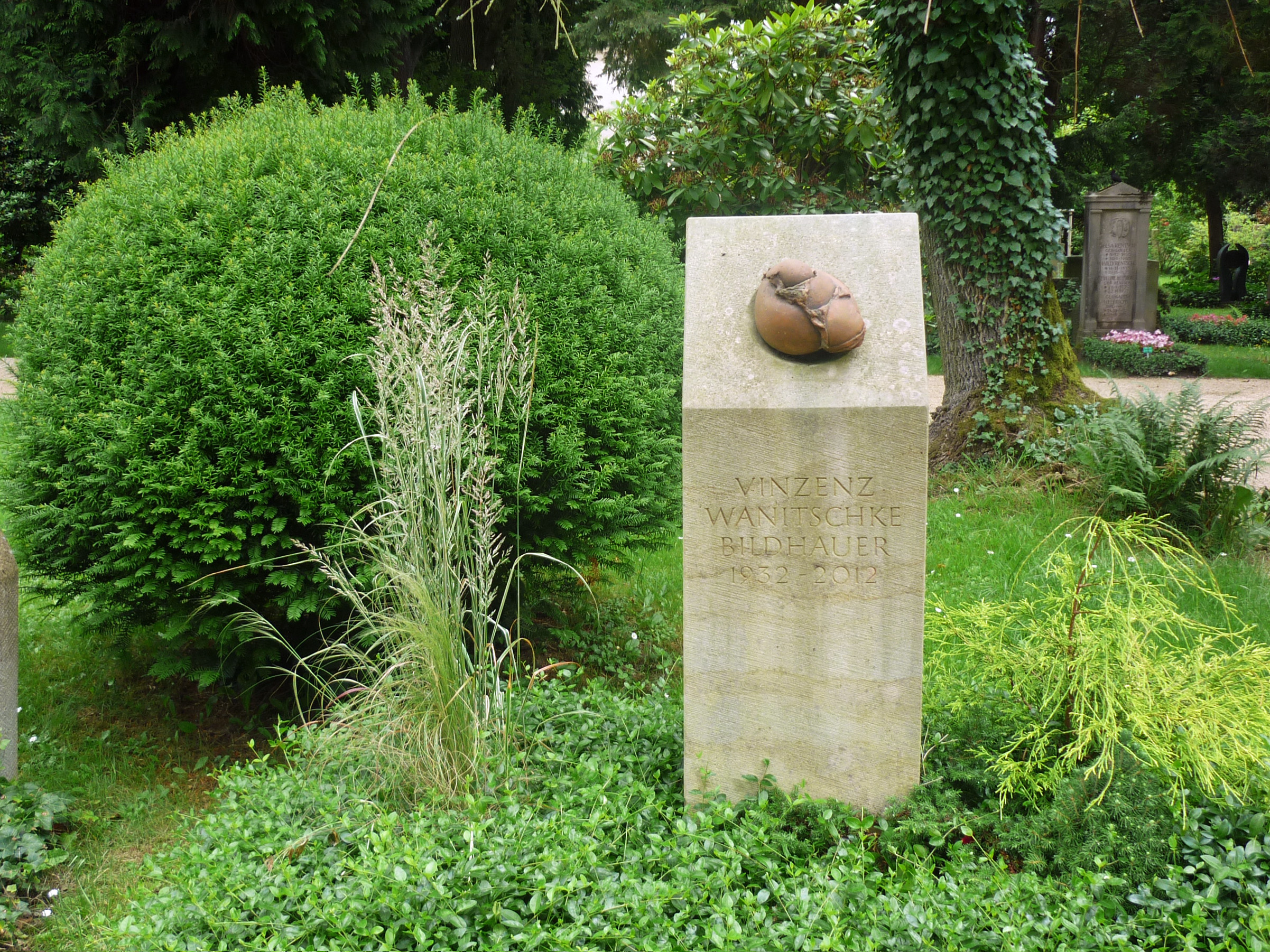
Grab von Vinzenz Wanitschke

- Theo Adam (1926–2019), Kammersänger
- Karl-Heinz Adler (1927–2018), Maler, Grafiker und Konzeptkünstler
- Georg Aster (1849–1917), Architekt
- Werner Bauch (1902–1983), Landschaftsarchitekt
- Karl Bellmann (1887–1976), Maler
- Gerhard Berge (1926–2006), Pianist
- Hans Böhm (1909–1999), Musikwissenschaftler
- Erika Bordag-Wettengel (1921–1975), Gesellschaftswissenschaftlerin
- Hans Christoph (1901–1992), Künstler
- Gerhard David (1920–1976), Maler und Grafiker
- Dottore (Wolfgang Lehmann), Arzt, Zeichner, Maler und Grafiker
- August von Ende (1815–1889), Politiker
- Martin Engelke (1852–1932), Bildhauer (Grab nicht erhalten)
- Rolf Engert (1889–1962), Schriftsteller und Verleger
- Erhard Gasch (1928–2000), Maler und Grafiker
- Horst-Günther Güttner (1912–1983), Pathologe
- Adolf Hagen (1851–1926), Komponist
- Hanns Hanner (1883–1966), Maler und Radierer
- Jürgen Haufe (1949–1999), Grafiker und Maler (Grab nicht erhalten)
- Fritz Leopold Hennig (1895–1951), Maler und Grafiker (Grab 1961 aufgelöst)
- Albert Herold (1894–1974), Maler und Grafiker
- Karl-Ludwig Hoch (1929–2015), Kunsthistoriker und Theologe
- Günter Hörig (1927–2009), Jazz-Pianist
- Josef Johann Horschik (1874–1955), Schriftsteller
- Hans Jäger (1887–1955), Maler und Grafiker
- Hildegard Jahn-Wiegel (1922–2009), Bildhauerin
- Richard Jecht (1858–1945), Historiker
- Franz Kaplan (1899–1986), Maler und Grafiker
- Bruno Konrad (1930–2007), Maler
- Werner von Koppenfels (1904–1945), Mathematiker
- Wilhelm Lange (1875–1954), Mediziner
- Rudolf Letzig (1903–1989), Maler
- Erna Lincke (1899–1986), Malerin
- Rudolf Mayer (1928–2008), Verleger
- Annaliese Mayer-Meintschel (1928–2020), Kunsthistorikerin
- Kurt Martens (1870–1945), Schriftsteller
- Oskar Menzel (1873–1958), Architekt
- Arno Hermann Müller (1916–2004), Paläontologe
- Wilhelm Müller (1928–1999), Maler und Grafiker
- Charlotte Naumann (1880–1968), Malerin und Grafikerin
- Paul Oberhoff (1884–1960), Maler und Komponist
- Gudrun Oltmanns (1959–2001), Künstlerin
- Rudolf Otto (1887–1962), Maler
- Paul Preißler (1862–1935), Maler
- Egon Pukall (1934–1989), Maler und Grafiker
- Günther Rassmann (1909–1990), Ingenieurwissenschaftler und Kunstsammler
- Gustav Rumpel (1844–1904), Architekt
- Lillian Sanderson, (1866–1947), Konzertsängerin und Gesangspädagogin
- Josef Schintlmeister (1908–1971), Kernphysiker
- Werner Schmidt (1930–2010), Kunsthistoriker
- Helmut Schmidt-Kirstein (1909–1985), Maler
- Edmund Schuchardt (1889–1972), Architekt und Zeichner
- Günther Schulemann (1889–1964), Theologe und Philosoph
- Kurt Schütze (1902–1971), Maler
- Jürgen Seidel (1924–2014), Maler
- Curt Siegel (1881–1950), Bildhauer (Grabstelle 1980 aufgelöst)
- Fritz Skade (1898–1971), Maler und Grafiker
- Gerhard Stengel (1915–2001), Maler
- Fred Teschler (1926–1997), Kammersänger
- Inge Thiess-Böttner (1924–2001), Malerin und Grafikerin
- Helmut Vietze (1925–2002), Musiker
- Vinzenz Wanitschke (1932–2012), Bildhauer
- Otto Winkler (1885–1960), Bildhauer
- Artur Wurm (1932–2005), Politiker

Auf dem Loschwitzer Friedhof befinden sich zwei Kriegsgräberstätten. Ein Ehrenmal für die Toten des Ersten Weltkriegs wurde 1923 eingeweiht. Seit 1956 erinnern drei Holzkreuze nach einem Entwurf von Oskar Menzel zudem an die Toten des Zweiten Weltkriegs.
Im Oktober 2013 wurden auf mehreren Friedhöfen in Dresden Grabskulpturen aus Buntmetall gestohlen, darunter auch Plastiken und Grabmale von sieben Gräbern des Loschwitzer Friedhofs. Zu den betroffenen Gräbern zählten die von Vinzenz Wanitschke und Irena Rüther-Rabinowicz, deren Grab eine Kopie der griechischen Statue Betender Knabe zierte. Die Grabstätten wurde seither mit Kopien der Kunstwerke wiederhergestellt.